# Kōji Shiraishi
Kōji Shiraishi (Fukuoka, 1º giugno 1973) è un regista giapponese.
Specializzato in pellicole horror, il regista ha citato, tra i film che l'hanno influenzato nel suo lavoro, La casa,  La casa 2,  La cosa e Non aprite quella porta.

## Filmografia

### Regista
- Really! Cursed Video: The Movie (2003)
- Really! Cursed Video: The Movie 2 (2003)
- Ju-Rei: The Uncanny (Ju-rei: Gekijô-ban - Kuro-ju-rei) (2004)
- Suiyô puremia: sekai saikyô J horâ SP Nihon no kowai yoru – film TV (2004)
- Za horâ kaiki gekijô: Kaiki! Shinin shôjo - cortometraggio (2004)
- Noroi (2005)
- Bakkan! Gurabia teikoku – serie TV (2007)
- A Slit-Mouthed Woman (Kuchisake-onna) (2007)
- Yûrei zonbi (2007) Uscito in home video
- Uwasa no Shinsô! Kuchisake-onna (2007) Documentario
- Ura horā (2008) Uscito in home video
- Grotesque (Gurotesuku) (2009)
- Occult (Okaruto) (2009)
- Teketeke (2009)
- Teketeke 2 (2009)
- Shirome (2010)
- Paranormal Phenomenon (2010) Uscito in home video
- Cursed Violent People (2010)
- Chō Akunin (2011)
- Senritsu Kaiki File Kowasugi File 01: Operation Capture the Slit-Mouthed Woman (2012) Uscito in home video
- Senritsu Kaiki File Kowasugi File 02: Shivering Ghost (2012) Uscito in home video
- Senritsu Kaiki File Kowasugi File 03: Legend of a Human-Eating Kappa (2013) Uscito in home video
- Senritsu Kaiki File Kowasugi File 04: The Truth! Hanako-san in the toilet (2013) Uscito in home video
- Cult (Karuto) (2013)
- Ada: Senritsu-hen (2013)
- Ada 2: Zetsubô hen (2013)
- A Record of Sweet Murder (Aru yasashiki satsujinsha no kiroku) (2014)
- Senritsu Kaiki File Kowasugi! Preface: True Theory, Yotsuya Kaidan, the Curse of Oiwa (2014) Uscito in home video
- Senritsu Kaiki File Kowasugi: The Most Terrifying Movie in History (2014) Uscito in home video
- Senritsu Kaiki File Kowasugi: Final Chapter (2015) Uscito in home video
- Senritsu Kaiki File Super Kowa Too! Fear Adventure: Kokkuri-san (2015) Uscito in home video
- Senritsu Kaiki File Super Kowa Too! Dark Mystery: Snake Woman (2015) Uscito in home video
- Vauxhall Rideshow - kyōfu no haiko dasshutsu!! - cortometraggio (2016)
- Paranormal Phenomenon 2 (2016) Uscito in home video
- Paranormal Phenomenon 3 (2016) Uscito in home video
- La battaglia dei demoni (Sadako vs. Kayako) (2016)
- Funōhan (2017)
- Jigoku Shōjo (2019)
- A Beast in Love (2020)
- Welcome to the Occult Forest: The Movie (2022)
- House of Sayuri (2024)

### Attore
- Okaruto, regia di Kōji Shiraishi (2009)
- Paranormal Phenomenon, regia di Kōji Shiraishi (2010) Uscito in home video
- Cursed Violent People, regia di Kōji Shiraishi (2010)
- Senritsu Kaiki File Kowasugi File 02: Shivering Ghost, regia di Kōji Shiraishi (2012) Uscito in home video
- Senritsu Kaiki File Kowasugi File 04: The Truth! Hanako-san in the toilet, regia di Kōji Shiraishi (2013) Uscito in home video
- Aru yasashiki satsujinsha no kiroku, regia di Kōji Shiraishi (2014)
- Senritsu Kaiki File Kowasugi! Preface: True Theory, Yotsuya Kaidan, the Curse of Oiwa, regia di Kōji Shiraishi (2014) Uscito in home video
- Senritsu Kaiki File Kowasugi: The Most Terrifying Movie in History, regia di Kōji Shiraishi (2014) Uscito in home video
- Senritsu Kaiki File Kowasugi: Final Chapter, regia di Kōji Shiraishi (2015) Uscito in home video
- Senritsu Kaiki File Super Kowa Too! Fear Adventure: Kokkuri-san, regia di Kōji Shiraishi (2015) Uscito in home video
- Senritsu Kaiki File Super Kowa Too! Dark Mystery: Snake Woman, regia di Kōji Shiraishi (2015) Uscito in home video
- Vauxhall Rideshow - kyōfu no haiko dasshutsu!!, regia di Kōji Shiraishi - cortometraggio (2016)
- Paranormal Phenomenon 2, regia di Kōji Shiraishi (2016) Uscito in home video
- Paranormal Phenomenon 3, regia di Kōji Shiraishi (2016) Uscito in home video